# Municipio de East Ozark
El municipio de East Ozark (en inglés: East Ozark Township) es un municipio ubicado en el condado de Webster en el estado estadounidense de Misuri. En el año 2010 tenía una población de 2652 habitantes y una densidad poblacional de 22,23 personas por km².

## Geografía
El municipio de East Ozark se encuentra ubicado en las coordenadas 37°17′32″N 92°51′3″O / 37.29222, -92.85083. Según la Oficina del Censo de los Estados Unidos, el municipio tiene una superficie total de 119.29 km², de la cual 119,04 km² corresponden a tierra firme y (0,21 %) 0,25 km² es agua.

## Demografía
Según el censo de 2010, había 2652 personas residiendo en el municipio de East Ozark. La densidad de población era de 22,23 hab./km². De los 2652 habitantes, el municipio de East Ozark estaba compuesto por el 97,55 % blancos, el 0,23 % eran afroamericanos, el 0,53 % eran amerindios, el 0,26 % eran asiáticos, el 0,19 % eran de otras razas y el 1,24 % eran de una mezcla de razas. Del total de la población el 1,32 % eran hispanos o latinos de cualquier raza.